# 野依町
野依町（のよりちょう）は、愛知県豊橋市の地名。

## 地理
豊橋市南東部に位置する。東は西七根町・天伯町・畑ケ田町、西は植田町、南は南大清水町・東赤沢町・東大清水町・若松町、北は芦原町・西高師町に接する。

### 河川
- 梅田川[1]
- 西の川[1]
- 浜田川[1]

### 池沼
- かご上池[1]
- かご下池[1]
- 藤ヶ谷上池[1]
- 藤ヶ谷中池[1]
- 藤ヶ池下池[1]
- 丸山池上池[1]
- 丸山池下池[1]
- 康神池[1]

### 字一覧
- 相川（あいかわ）[WEB 5]
- 井原（いはら）[WEB 5]
- 上地（うえじ）[WEB 5]
- 上ノ山（うえのやま）[WEB 5]
- 上原（うえはら）[WEB 5]
- 落合（おちあい）[WEB 5]
- 鎌田（かまた）[WEB 5]
- 上稲葉（かみいなば）[WEB 5]
- 上鷺田（かみさぎた）[WEB 5]
- 上三反田（かみさんたんだ）[WEB 5]
- 上藤ケ谷（かみふじがや）[WEB 5]
- 上古川（かみふるかわ）[WEB 5]
- 神戸坂（かんべざか）[WEB 5]
- 北（きた）[WEB 5]
- 木戸口（きどぐち）[WEB 5]
- 光明（こうみよう）[WEB 5]
- 米野（こめの）[WEB 5]
- 郷道（ごうどう）[WEB 5]
- 郷西（ごうにし）[WEB 5]
- 五反田（ごたんだ）[WEB 5]
- 下鷺田（しもさぎた）[WEB 5]
- 新切（しんきり）[WEB 5]
- 神明山（しんめいやま）[WEB 5]
- 次郎三（じろさん）[WEB 5]
- 諏訪（すわ）[WEB 5]
- 寸沢（すんざわ）[WEB 5]
- 高田（たかだ）[WEB 5]
- 竹尾（たけお）[WEB 5]
- 中瀬古（なかぜこ）[WEB 5]
- 南郷（なんごう）[WEB 5]
- 西新屋（にしあらや）[WEB 5]
- 西川（にしがわ）[WEB 5]
- 西新切（にししんきり）[WEB 5]
- 西中山（にしなかやま）[WEB 5]
- 西畑（にしはた）[WEB 5]
- 西物草（にしものくさ）[WEB 5]
- 西屋敷（にしやしき）[WEB 5]
- 西山（にしやま）[WEB 5]
- 白山下（はくさんした）[WEB 5]
- 八幡（はちまん）[WEB 5]
- 花ノ木（はなのき）[WEB 5]
- 浜田川（はまだがわ）[WEB 5]
- 東新谷（ひがしあらや）[WEB 5]
- 東欠（ひがしがけ）[WEB 5]
- 東五反田（ひがしごたんだ）[WEB 5]
- 東新切（ひがししんきり）[WEB 5]
- 東中山（ひがしなかやま）[WEB 5]
- 東物草（ひがしものくさ）[WEB 5]
- 東屋敷（ひがしやしき）[WEB 5]
- 東山（ひがしやま）[WEB 5]
- 平子（ひらこ）[WEB 5]
- 藤山（ふじやま）[WEB 5]
- 古川（ふるかわ）[WEB 5]
- 佛餉（ぶつしよう）[WEB 5]
- 細田（ほそだ）[WEB 5]
- 松割（まつわり）[WEB 5]
- 南丸山（みなみまるやま）[WEB 5]
- 三割（みわり）[WEB 5]
- 向河原（むこうがわら）[WEB 5]
- 森下（もりした）[WEB 5]
- 八重屋舗（やえやしき）[WEB 5]
- 薮下（やぶした）[WEB 5]
- 山中（やまなか）[WEB 5]
- 山ノ神（やまのかみ）[WEB 5]
- 山脇（やまわき）[WEB 5]
- 谷向（やむこう）[WEB 5]

## 歴史

### 町名の由来
昔々野善(のよい)という村があったらしい。野善が訛って今の野依(のより)になったと考えられている。

### 人口の変遷
国勢調査による人口および世帯数の推移。
| 1995年（平成7年）  | 483世帯 2450人 |  |
| 2000年（平成12年） | 516世帯 2496人 |  |
| 2005年（平成17年） | 568世帯 2758人 |  |
| 2010年（平成22年） | 735世帯 3089人 |  |
| 2015年（平成27年） | 752世帯 3026人 |  |
| 2020年（令和2年）  | 818世帯 3002人 |  |

### 沿革
- 江戸時代 - 吉田藩領の渥美郡野依村として所在[2]。慶長9年には伊古部村・高塚村、寛永6年には東植田村・西植田村・仏餉村・切反ケ谷村をそれぞれ分村している[2]。
- 1878年（明治11年） - 仏餉村・切反ケ谷村を再併合する[2]。
- 1889年（明治22年） - 植野村大字野依となる[2]。
- 1891年（明治24年） - 渥美郡野依村として再分離する[2]。
- 1906年（明治39年） - 高師村大字野依となる[2]。
- 1932年（昭和7年） - 豊橋市野依町となる[2]。
- 1959年（昭和34年） - 天伯町・畑ヶ田町の各一部を編入する[2]。
- 1962年（昭和37年） - 一部が天伯町に編入される[2]。
- 1965年（昭和40年） - 一部が東大清水町・南大清水町にそれぞれ編入される[2]。
- 1967年（昭和42年） - 一部が若松町に編入される[2]。
- 1976年（昭和51年） - 一部が伊古部町に編入される[2]。

## 交通
- 愛知県道伊古部南栄線[1]
- 愛知県道野依植田線[1]

## 施設
- 豊橋市立野依小学校[1]
- 野依校区市民館[1]
- 野依保育園[1]
- 豊橋市南部農協[1]
- 野依たばこ生産組合[1]
- 豊橋家具工業団地[1]
- 野依町公民館[1]
- 臨済宗妙心寺派仏鑑寺[1]
- 嵩山寺[1]
- 東雲寺[1]
- 八幡社[1]
- 素戔嗚社[1]
- 野依福祉村[1]
  - 野依福祉村病院[1]
  - 軽費老人ホーム若菜荘[1]
  - 身体障害者療護施設珠藻荘[1]
  - 精神薄弱者更生施設あかね荘[1]
- イオン豊橋南店

- 豊橋市立野依小学校
- イオン豊橋南店

### WEB
1. ↑  “愛知県豊橋市の町丁・字一覧”.   人口統計ラボ. 2023年4月13日閲覧。
2. 1 2  総務省統計局 (2022年2月10日). “令和2年国勢調査の調査結果(e-Stat) - 男女別人口，外国人人口及び世帯数－町丁・字等” (CSV). 2023年8月2日閲覧。
3. ↑  “愛知県豊橋市の郵便番号一覧”.   日本郵便. 2023年4月13日閲覧。
4. ↑  “市外局番の一覧” (PDF).   総務省 (2022年3月1日). 2022年3月22日閲覧。
5. 1 2 3 4 5 6 7 8 9 10 11 12 13 14 15 16 17 18 19 20 21 22 23 24 25 26 27 28 29 30 31 32 33 34 35 36 37 38 39 40 41 42 43 44 45 46 47 48 49 50 51 52 53 54 55 56 57 58 59 60 61 62 63 64 65 66  “愛知県豊橋市野依町の住所一覧”.   ゼンリン. 2024年10月21日閲覧。
6. ↑  総務省統計局 (2014年3月28日). “平成7年国勢調査の調査結果(e-Stat) - 男女別人口及び世帯数 －町丁・字等” (CSV). 2021年7月20日閲覧。
7. ↑  総務省統計局 (2014年5月30日). “平成12年国勢調査の調査結果(e-Stat) - 男女別人口及び世帯数 －町丁・字等” (CSV). 2021年7月20日閲覧。
8. ↑  総務省統計局 (2014年6月27日). “平成17年国勢調査の調査結果(e-Stat) - 男女別人口及び世帯数 －町丁・字等” (CSV). 2021年7月21日閲覧。
9. ↑  総務省統計局 (2012年1月20日). “平成22年国勢調査の調査結果(e-Stat) - 男女別人口及び世帯数 －町丁・字等” (CSV). 2021年7月21日閲覧。
10. ↑  総務省統計局 (2017年1月27日). “平成27年国勢調査の調査結果(e-Stat) - 男女別人口及び世帯数 －町丁・字等” (CSV). 2021年7月21日閲覧。

### 書籍
1. 1 2 3 4 5 6 7 8 9 10 11 12 13 14 15 16 17 18 19 20 21 22 23 24 25 26 27 28 29 30 31 32  「角川日本地名大辞典」編纂委員会 1989, p. 1792.
2. 1 2 3 4 5 6 7 8 9 10 11 12  「角川日本地名大辞典」編纂委員会 1989, p. 1053.